# Вінсент де Поль
Святий Вінсент де Поль (Венсан де Поль, Вікентій де Поль, фр. Vincent de Paul; 24 квітня 1581, Сен-Венсан-де-Поль — 27 вересня 1660, Париж) — католицький і англіканський святий, засновник конгрегації Отців Лазаристів і Дочок милосердя.

## Біографія
Венсан народився в 1581 році в селі неподалік від Дакса в бідній селянській родині. Гасконь була в цей період одним з найбідніших регіонів Франції. Завдяки щасливому випадку і заступництву місцевого поміщика, що помітив неординарний розум хлопчика, Венсан зміг отримати загальну освіту в Даксі, потім вивчити богослов'я в Тулузі. В 1600 році висвячений на священика.
Під час однієї з поїздок на південь був узятий в полон берберами і відвезений в Туніс у рабство. В 1607 році був звільнений, але зміг повернутися на батьківщину лише в 1612 році, був призначений настоятелем невеликої парафії біля Парижа.
Сильний вплив на формування його поглядів зробили три особисті знайомства: зі знаменитим богословом кардиналом Берюлем, погляди якого дуже імпонували Венсану і який дуже допоміг молодому священикові в перший період його паризького життя; зі святим Франциском Салезьким, а також з Корнелієм Янсеном, вчення якого, згодом відоме як янсенізм, Венсан не прийняв і надалі активно з ним боровся.
Протягом наступних 10 років виконував обов'язки капелана в родині знатного генерала Ґонді, в чиїх володіннях постійно спілкувався з бідними селянами. Цей життєвий досвід сильно вплинув на нього, і вся подальша діяльність Венсана проходила під знаком допомоги хворим і бідним.
Другою важливою справою, якій св. Венсан присвятив життя, було підвищення морального рівня і рівня освіти священників. У першій половині XVII століття у Франції занепад серед кліру був жахливим — багато священників не вміли ні читати, ні писати, в монастирях традиції були забуті, дисципліна розхиталася, і поряд з невіглаством панувала відкрита аморальність.
У 1625 році св. Венсан заснував конгрегацію місіонерів, або Отців Лазаристів (за назвою монастиря св. Лазаря, де розташовувалася їхня резиденція). У 1633 році папа Урбан VIII затвердив її конституцію, і в тому ж році св. Венсан разом з герцогинею Луїзою де Маріяк створив конгрегацію дочок милосердя, головною справою якої стала допомога бідним, хворим, покинутим дітям і каторжникам.
Однією з головних заслуг святого Венсана є створення впорядкованої системи підготовки священників у семінаріях. Роботою над створенням цієї системи у Франції він займався з 1626 року до самої смерті. Сам він заснував 18 семінарій і багато шкіл. Система швидко поширилася на сусідні з Францією країни, що мало велике значення у поліпшенні рівня освіти кліру і його моральному вихованні.
Помер св. Венсан у 1660 році в Парижі.

## Вшанування пам'яті
Пам'ятник Святому Вінсенту де Полю встановлений у місті Львів.

### У Кінематографі
У 1947 році про святого був знятий художній фільм «Мосьє Вінсент» (Monsieur Vincent), що двома роками пізніше був удостоєний премією «Оскар». У 1995 році ця картина була включена в список 45-ти найбільших фільмів всіх часів, складений у Ватикані до сторіччя кінематографа.

## Канонізація
Папа Бенедикт XIII проголосив його блаженним 13 серпня 1729 року, а папа Климент XII канонізував 16 червня 1737 року. Мощі святого зберігаються в капелі, названій на його честь, на вулиці Севр в Парижі. День пам'яті у католицькій церкві — 27 вересня.